# Santiago Damián García
Santiago Damián García Correa (Montevideo, 14 settembre 1990 – Mendoza, 4 febbraio 2021) è stato un calciatore uruguaiano, di ruolo attaccante.

## Biografia
Il 6 febbraio 2021 è stato trovato morto nella sua abitazione a Mendoza in Argentina. Secondo l'autopsia, l'attaccante si sarebbe suicidato.

## Carriera
Ha iniziato la sua carriera professionistica nel 2008 con il Nacional, club della sua città, dove ha giocato fino al 2011 segnando 46 gol e vincendo due titoli nazionali. Nel 2011 si è trasferito in Brasile all’Athletico Paranaense, ma la sua esperienza è stata breve e poco prolificante.
Dopo il Brasile, ha giocato in Turchia con il Kasimpasa, ma anche qui il periodo è stato limitato. Nel 2013 è tornato in Uruguay, prima di tutto con il Nacional, poi con il Club Atletico River Plate , dove ha mostrato una buona forma realizzativa.
Dal 2016 è approdato in Argentina con il Godoy Cruz, club in cui è diventato una vera e propria icona. Ha segnato 51 gol in 119 partite, diventando capocannoniere della Superliga Argentina nella stagione 2017-2018 con 17 reti e guadagnandosi il rispetto e l’affetto dei tifosi.
Nel 2019 ha avuto un’esperienza in Messico con il Toluca, ma senza grande successo a causa di infortuni e difficoltà di adattamento, e poi è tornato al Godoy Cruz dove ha continuato a giocare fino al 2021

### Nazionale
Ha partecipato al Sudamericano Under-20 2009 ed al Mondiale Under-20 2009.

## Palmarès

### Club

#### Competizioni nazionali
- Campionato uruguaiano: 2

Nacional: 2008-2009, 2010-2011